# Eucereon zizana
Eucereon zizana är en fjärilsart som beskrevs av Paul Dognin 1897. Eucereon zizana ingår i släktet Eucereon och familjen björnspinnare. Inga underarter finns listade i Catalogue of Life.